# Akvileja
Akvileja (lat. Aquileia, tal. Aquileia, sloven. Oglej) je naselje na rijeci Natisone, 10 kilometara od Jadranskog mora, osnovano 181. pr. Kr. kao rimska vojna kolonija s ciljem osiguranja sjeverne Italije od Kelta. 
Talijanski gradić na mjestu antičke Akvileje, Aquilee na furlanskom dijalektu, danas ima preko 3.400 stanovnika, pripada provinciji Udine, i uz Ravennu, najvažnije je arheološko nalazište sjeverne Italije.

## Povijest
Nalazeći se desetak kilometara južno od donjeg toka rijeke Soče i nekih 7 kilometara od mora, Akvileja je predstavljala uporište za zatvaranje uskog pojasa između Alpa i Jadranskog mora. Radi povoljnog položaja prerasla je iz vojnog logora u grad, a bila je i glavna baza za rimske vojne operacije prema rijeci Dunavu. Kao godina osnivanja uzima se 181. godina.  Akvileja je bila kanalima povezana s morem, a u nju su vodili i mnogi putovi. U 4. stoljeću bila je četvrti grad Italije, poslije Rima, Milana i Capue i jedan od najvećih i najbogatijih rimskih gradova. Posljedica toga je da je danas Akvileja uz Ravenu najvažnije arheološko nalazište sjeverne Italije. Iskapanja su pronašla brojne starorimske ostatke, a većina ih je još neotkrivena pod livadama. Godine 340., Car Konstantin II. je ubijen ispred gradskih zidina u pokušaju da zauzme grad od svoga brata Konstansa. Godine 381. tu je održan Akvilejski koncil pod predsjedanjem svetog Ambrozija, na kojem je osuđeno arijanstvo.
Huni su je zauzeli 452. godine poslije tromjesečne opsade i sravnili je sa zemljom. Akvileja se obnovila sve do ponovnog pada pod Langobarde 568. godine. Langobardski vojvoda od Furlanije je vladao Akvilejom i okolicom iz Čedada (Cividale) sve dok 774. godine Karlo Veliki nije zauzeo Lombardiju i načinio je franačkim vojvodstvom s vojvodom Erikom Furlanskim na čelu. 
Pod franačkom vlašću život krajem 8. i početkom 9. stoljeća vraća u ove krajeve. Akvilejski biskup koje je bio u zbjegu u Gradu vratio se i dobio je naslov patrijarha. Pod nadzorom akvilejske patrijaršije pokrštavani su i Hrvati. S propašću franačke države u 10. stoljeću stanovnici su pretrpjeli pljačkaške napade Mađara. Do 11. stoljeća, Akvilejski patrijarh je postao dovoljno snažan da osigura privremenu vlast nad Furlanijom i Akvilejom. Tako je Car Svetog Rimskog Carstva dao patrijarhu tu regiju u feudalni posjed. No, patrijarhov autoritet je konstantno bio razlogom teritorijalnih razmirica okolnog plemstva. U prvoj polovici 11. stoljeća Akvileja je obnovljena, a obnovu je vodio partijarh. Od tad se naziva Aglei, Aglaj, hrvatski Oglej, slovenski Oglaj.
Pada pod Mletačku Repubilku 1420. godine.
Patrijaršija je naposljetku ukinuta 1751. godine, i ova oblast je potpala pod jurisdikciju biskupije u Udinama i Gorici.

## Znamenitosti
Akvileja je bila jedan od najvećih i najbogatijih rimskih gradova. Iskapanja su otkrila jednu ulicu i sjeverozapadni kut gradskih zidina, dok Državni arheološki muzej sadrži preko 20,000 natpisa, skulptura i drugih starina (staklenih posuda, rimskog novca i dr.) iz Akvileje. Većina rimskih ostataka još leži neotkriveno pod livadama Akvileje, čineći veliko arheološko bogatstvo - najveći netaknuti rimski grad. 
Patrijarhalna bazilika je veličanstvena građevina s podnim mozaikom, a igrala je ključnu ulogu u pokrštavanju velikog dijela središnje Europe u ranom srednjem vijeku.  Ovu baziliku s ravnim krovom podigao je patrijarh Poppo 1031. godine na mjestu starije crkve, a dogradio ju je 1379. godine patrijarh Marquad u gotičkom stilu.
Romaničko-gotička fasada je povezana s dvorištem tzv. Paganske crkve i ostatkom krstionice iz 5. stoljeća. Unutrašnjost je trobrodne bazilike s podnim mozaicima iz 4. stoljeća, dok je drveni krov iz 1526. godine, a freske na zidovima iz različitih doba; u kapeli sv. Petra su iz 4. st., u apsidi su iz 11. stoljeća. Tzv. "Kripti freski", ispod prezbiterija, nalazi se ciklus freski iz 12. stoljeća s prikazom korijena kršćanstva u Akvileji i sv. Hermagorasa, prvog biskupa.
Zbog toga su arheološke iskopine i patrijarhalna bazilika upisani na UNESCOv popis mjesta svjetske baštine u Europi 1998. godine.
- Ostaci rimskog foruma
- Za arheološki lokalitet u Akvileji se vjeruje kako je najveći rimski grad koji tek treba iskopati
- Stara rimska luka
- Pročelje bazilike
- Arheološki muzej Akvileje

## Prijateljski gradovi
- Beligna, Italija
- Belvedere, Italija
- Viola, Italija
- Monastero, Italija

## Vanjske poveznice
- UNESCOva stranica o Akvileji